# Steve Yzerman
Stephen Gregory Yzerman (ur. 9 maja 1965 w Cranbrook) – kanadyjski hokeista, reprezentant kraju, dwukrotny olimpijczyk, działacz hokejowy.
Wieloletni zawodnik Detroit Red Wings, w którym spędził całą karierę w lidze NHL (od 1986 do końca kariery kapitan zespołu), dwukrotny zdobywca Pucharu Stanleya, mistrz olimpijski 2002, 10-krotny uczestnik meczów NHL All-Star Game.

## Kariera
Yzerman urodził się w Cranbrook w prowincji Kolumbia Brytyjska, lecz dorastał w mieście Nepean, w prowincji Ontario (wtedy były to przedmieścia Ottawy, lecz teraz jest to oddzielne miasto). Chodził tam do szkoły Bell High i grał w juniorskim zespole Nepean Raiders. Po jednym sezonie w tym klubie Yzerman został wydraftowany przez Peterborough Petes w OHL i grał tam dwa sezony zdobywając kolejno 64 i 91 punktów w 58 i 56 meczach.

### NHL
Draft w 1983 roku był pierwszym dla Mike'a i Marian Illitchów, którzy kupili zespół Red Wings latem 1982 roku. Chcąc dodać trochę życia do organizacji, która ostatnimi laty straciła sporo ze swojego blasku sprzed lat, generalny menadżer Skrzydeł, Jim Devellano, chciał wybrać w drafcie Pata LaFontaine'a, który wychowywał się tuż poza Detroit i grał jako junior w tamtych okolicach. Jednak kiedy LaFontaine został wybrany z trzecim numerem przez New York Islanders, Devellano postawił na Yzermana, którego wybrał z numerem czwartym, w pierwszej rundzie draftu.
Mierząc 180 centymetrów i ważąc jedynie 72 kilogramy Red Wings planowali wysłać Yzermana na jeszcze jeden rok do Peterborough. Jednak, jak wspomina obecny generalny menadżer Wings a wtedy bramkarz w jednej z niższych lig, Ken Holland „po jednej z sesji treningowych na obozie szkoleniowym od razu było widać, że on jest wyśmienitym hokeistą”. W swoim inauguracyjnym sezonie Yzerman zdobył 39 bramek i 87 punktów i zajął drugie miejsce w walce o Calder Memoria Trophy (dla najlepszego pierwszoroczniaka ligi). Nagrodę zdobył bramkarz Tom Barasso. Yzerman został też najmłodszym zawodnikiem w historii NHL, który wystąpił w Meczu Gwiazd NHL. Miał wtedy 18 lat.
W 1986 roku Jacques Demers, wtedy trener Red Wings, mianował Yzermana kapitanem zespołu, dzięki czemu kanadyjski gracz został najmłodszym kapitanem Red Wings w historii. Demers powiedział, że potrzebował „kogoś z herbem Red Wings wytatuowanym na piersi”. W następnym sezonie Yzerman poprowadził Red Wings do pierwszego Mistrzostwa Dywizji od 23 lat.
W sezonie 1988/89 Yzerman zdobył 155 punktów, strzelając 65 bramek i zaliczając 90 asyst (ten wynik w historii NHL pobili tylko Wayne Gretzky i Mario Lemieux). Mimo że obaj hokeiści zdobyli w tym sezonie więcej punktów niż Yzerman, to właśnie on zdobył nagrodę przyznawaną najbardziej wartościowemu zawodnikowi według Stowarzyszenia Graczy NHL – Lester B. Pearson Award. Był też finalistą Hart Memorial Trophy (najbardziej wartościowy zawodnik według dziennikarzy NHL).
Yzerman kontynuował swoje ponad stupunktowe sezony przez kolejne cztery lata, będąc podporą całego zespołu. W końcu, 15 czerwca 1993 roku, trenerem Red Wings został Scotty Bowman, którego sztywny styl trenerski na początku irytował Yzermana. Kanadyjczyk był wtedy największą armatą Red Wings, lecz Bowman uważał, że kapitan za mało skupia się na obronie. Przez kolejne lata współpracy tych dwóch zawodników Yzerman rozwinął się niesamowicie również w stronę defensywną, stając się jednym z najbardziej kompletnych zawodników, którzy kiedykolwiek grali w NHL. Z powodu wstępnych nieporozumień w kierunku rozwoju między Yzermanem a Bowmanem klub myślał przez pewien czas o oddaniu zawodnika do Ottawa Senators.
W 1995 roku Yzerman doprowadził zespół z Detroit do pierwszego finału play-offów od 1966 roku, lecz Wings nie wygrali tam ani jednego meczu, przegrywając w czterech spotkaniach z New Jersey Devils. Rok później Wings wygrali w sezonie zasadniczym aż w 62 spotkaniach, co jest rekordem ligi, lecz w play-offach polegli w Finale Konferencji z Colorado Avalanche.
Kolejny sezon w końcu przyniósł zespołowi, a Yzermanowi szczególnie, upragniony sukces. W wielkim finale Red Wings pokonali w czterech meczach Philadelphia Flyers i sięgnęli po Puchar Stanleya po raz pierwszy od 42 lat. W 20 spotkaniach play-off Yzerman dołożył od siebie 13 punktów. Rok późnej Wings powtórzyli ten sukces, pokonując w finale, również do zera, Washington Capitals. Yzerman rozegrał 22 spotkania, zdobył 24 punkty i został najbardziej wartościowym zawodnikiem play-offów. W obu tych sezonach zespół z Detroit kończył sezon zasadniczy na pierwszym miejscu w Konferencji.
26 listopada 1999 Yzerman został 11. zawodnikiem w historii NHL, który zdobył 600 bramek, strzelając gola Tommy'emu Salo z Edmonton Oilers. W 2000 roku został wybrany do Pierwszej Drużyny Gwiazd NHL i zdobył Frank J. Selke Trophy.
W sezonie 2001/02 Yzermanowi odnowiła się kontuzja kolana, z którym miał już wcześniej problemy. Mimo iż opuścił 30 spotkań, skończył sezon na 6. miejscu wśród zawodników ze swojej drużyny z 48 punktami i poprowadził Wings do kolejnego Pucharu – trzeciego w ciągu sześciu lat i dziesiątego w historii zespołu.
Po sezonie Yzerman miał bardzo poważną operację, podczas której został odcięty spory kawałek jego prawego piszczela i wstawiona została kość od dawcy. Miało to na celu zmianę ustawienia prawego kolana i odciążenie nacisku na ścięgna. Po tym zabiegu powrót do czynnej kariery hokejowej wydawał się mało prawdopodobny. Jednak, po opuszczeniu 66 meczów w sezonie 2002/03, Yzerman wrócił na lód 27 lutego 2003 roku i od razu zanotował asystę.
2 sierpnia 2005 roku Yzerman podpisał jednoroczny kontrakt z Red Wings i w kolejnym sezonie, 31 marca 2006 roku zdobył bramkę numer 691 w swojej karierze i wyprzedził Mario Lemieux na ósmym miejscu w tabeli wszech czasów. Następny gol był ostatnim w jego karierze. Zdobył go 3 kwietnia tego samego roku w meczu przeciwko Calgary Flames. 3 lipca 2006 ogłosił zakończenie kariery zawodniczej.

### Kariera reprezentacyjna
Steve Yzerman reprezentował też Kanadę na różnych imprezach międzynarodowych. W 1983 roku z drużyną juniorską zdobył brąz na Mistrzostwach Świata. Rok później wygrał z reprezentacją Puchar Kanady.
W kadrze seniorskiej uczestniczył w turniejach Canada Cup 1984, mistrzostw świata w 1986, 1989, 1990, Pucharu Świata 1996 oraz na zimowych igrzyskach olimpijskich 1998, 2002.
Wayne Gretzky, dyrektor reprezentacji Kanady chciał aby Yzerman wystąpił też na Olimpiadzie w Turynie w 2006 roku, lecz pod koniec 2005 roku Yzerman zapowiedział, że w tej imprezie już nie wystąpi. Aby uhonorować postać Steve'a Gretzky powiedział, że nikt nie zagra już w reprezentacji Kanady z numerem 19.

## Statystyki

### Klubowe
| 1981/1982  | Peterborough Petes | OHL        | 58   | 21  | 43   | 64   | 65  | 6   | 0  | 1   | 1   | 16 |
| 1982/1983  | Peterborough Petes | OHL        | 56   | 42  | 49   | 91   | 65  | 4   | 1  | 4   | 5   | 0  |
| 1983/1984  | Detroit Red Wings  | NHL        | 80   | 39  | 48   | 87   | 33  | 4   | 3  | 3   | 6   | 0  |
| 1984/1985  | Detroit Red Wings  | NHL        | 80   | 30  | 59   | 89   | 58  | 3   | 2  | 1   | 3   | 2  |
| 1985/1986  | Detroit Red Wings  | NHL        | 51   | 14  | 28   | 42   | 16  | –   | –  | –   | –   | –  |
| 1986/1987  | Detroit Red Wings  | NHL        | 80   | 31  | 59   | 90   | 43  | 16  | 5  | 13  | 18  | 8  |
| 1987/1988  | Detroit Red Wings  | NHL        | 64   | 50  | 52   | 102  | 44  | 3   | 1  | 3   | 4   | 6  |
| 1988/1989  | Detroit Red Wings  | NHL        | 80   | 65  | 90   | 155  | 61  | 6   | 5  | 5   | 10  | 2  |
| 1989/1990  | Detroit Red Wings  | NHL        | 79   | 62  | 65   | 127  | 79  | –   | –  | –   | –   | –  |
| 1990/1991  | Detroit Red Wings  | NHL        | 80   | 51  | 57   | 108  | 34  | 7   | 3  | 3   | 6   | 4  |
| 1991/1992  | Detroit Red Wings  | NHL        | 79   | 45  | 58   | 103  | 64  | 11  | 3  | 5   | 8   | 12 |
| 1992/1993  | Detroit Red Wings  | NHL        | 84   | 58  | 79   | 137  | 44  | 7   | 4  | 3   | 7   | 4  |
| 1993/1994  | Detroit Red Wings  | NHL        | 58   | 24  | 58   | 82   | 36  | 3   | 1  | 3   | 4   | 0  |
| 1994/1995  | Detroit Red Wings  | NHL        | 47   | 12  | 26   | 38   | 40  | 15  | 4  | 8   | 12  | 0  |
| 1995/1996  | Detroit Red Wings  | NHL        | 80   | 36  | 59   | 95   | 64  | 18  | 8  | 12  | 20  | 4  |
| 1996/1997  | Detroit Red Wings  | NHL        | 81   | 22  | 63   | 85   | 78  | 20  | 7  | 6   | 13  | 4  |
| 1997/1998  | Detroit Red Wings  | NHL        | 75   | 24  | 45   | 69   | 46  | 22  | 6  | 18  | 24  | 22 |
| 1998/1999  | Detroit Red Wings  | NHL        | 80   | 29  | 45   | 74   | 42  | 10  | 9  | 4   | 13  | 0  |
| 1999/2000  | Detroit Red Wings  | NHL        | 78   | 35  | 44   | 79   | 34  | 8   | 0  | 4   | 4   | 0  |
| 2000/2001  | Detroit Red Wings  | NHL        | 54   | 18  | 34   | 52   | 18  | 1   | 0  | 0   | 0   | 0  |
| 2001/2002  | Detroit Red Wings  | NHL        | 52   | 13  | 35   | 48   | 18  | 23  | 6  | 17  | 23  | 10 |
| 2002/2003  | Detroit Red Wings  | NHL        | 16   | 2   | 6    | 8    | 8   | 4   | 0  | 1   | 1   | 2  |
| 2003/2004  | Detroit Red Wings  | NHL        | 75   | 18  | 33   | 51   | 46  | 11  | 3  | 2   | 5   | 0  |
| 2005/2006  | Detroit Red Wings  | NHL        | 61   | 14  | 20   | 34   | 18  | 4   | 0  | 4   | 4   | 4  |
| OHL ogółem | OHL ogółem         | OHL ogółem | 114  | 63  | 92   | 155  | 130 | 10  | 1  | 5   | 6   | 16 |
| NHL ogółem | NHL ogółem         | NHL ogółem | 1514 | 692 | 1063 | 1755 | 924 | 196 | 70 | 115 | 185 | 84 |

### Reprezentacyjne
| Rok                | Drużyna            | Turniej            | Miejsce            |    | M  | G  | A  | Pkt | Min |
| ------------------ | ------------------ | ------------------ | ------------------ | -- | -- | -- | -- | --- | --- |
| 1983               | Kanada U-20        | MŚJ                |                    | 7  | 2  | 3  | 5  | 2   |     |
| 1984               | Kanada             | CC                 |                    | 4  | 0  | 0  | 0  | 0   |     |
| 1985               | Kanada             | MŚ                 |                    | 10 | 3  | 4  | 7  | 6   |     |
| 1989               | Kanada             | MŚ                 |                    | 8  | 5  | 7  | 12 | 2   |     |
| 1990               | Kanada             | MŚ                 | 4                  | 10 | 10 | 10 | 20 | 8   |     |
| 1996               | Kanada             | PŚ                 |                    | 6  | 2  | 1  | 3  | 0   |     |
| 1998               | Kanada             | IO                 | 4                  | 6  | 1  | 1  | 2  | 10  |     |
| 2002               | Kanada             | IO                 |                    | 6  | 2  | 4  | 6  | 2   |     |
| Ogółem jako junior | Ogółem jako junior | Ogółem jako junior | Ogółem jako junior | 7  | 2  | 3  | 5  | 2   |     |
| Ogółem jako senior | Ogółem jako senior | Ogółem jako senior | Ogółem jako senior | 50 | 23 | 27 | 50 | 28  |     |

## Sukcesy

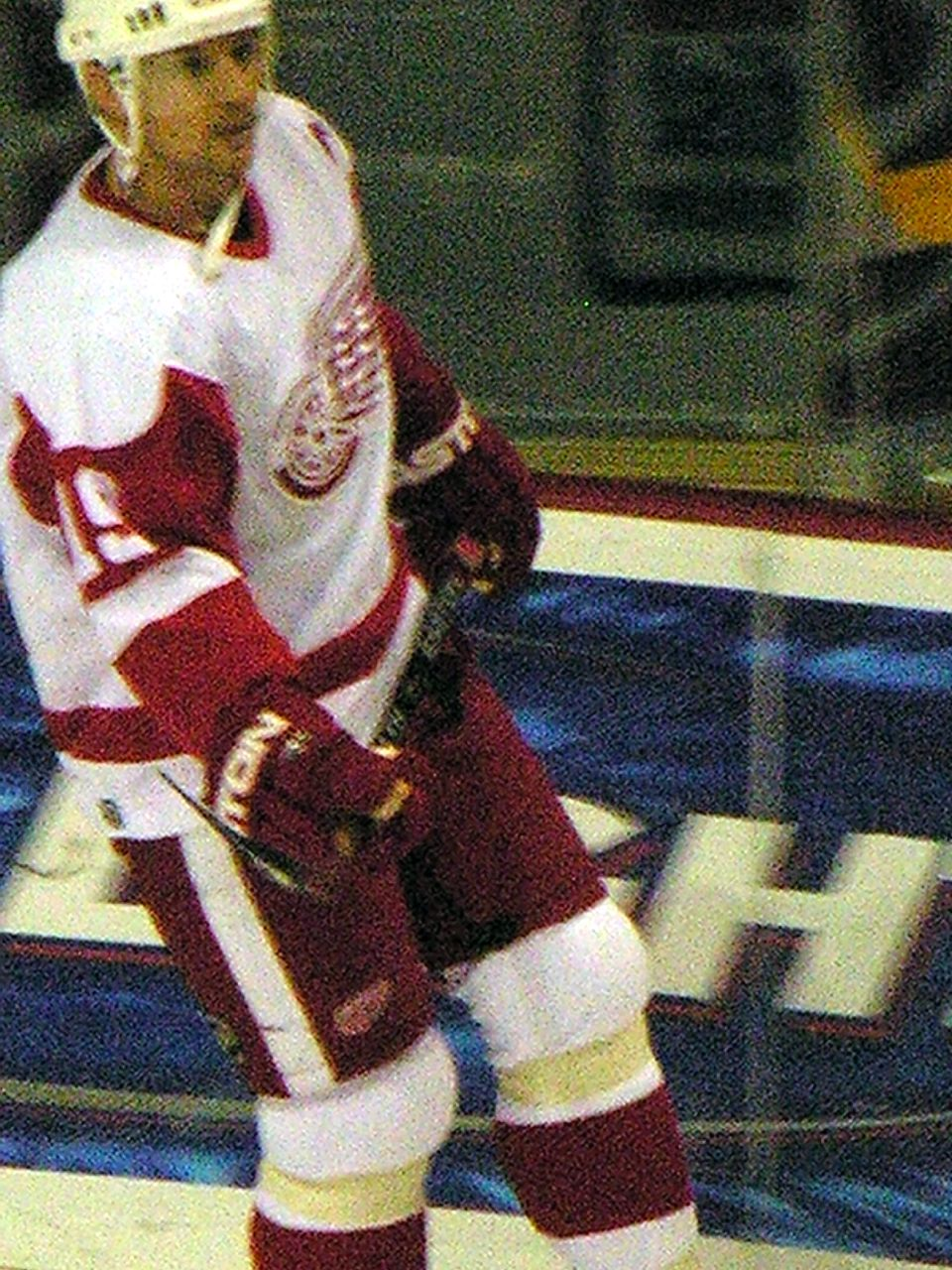
Steve Yzerman w barwach Detroit Red Wings

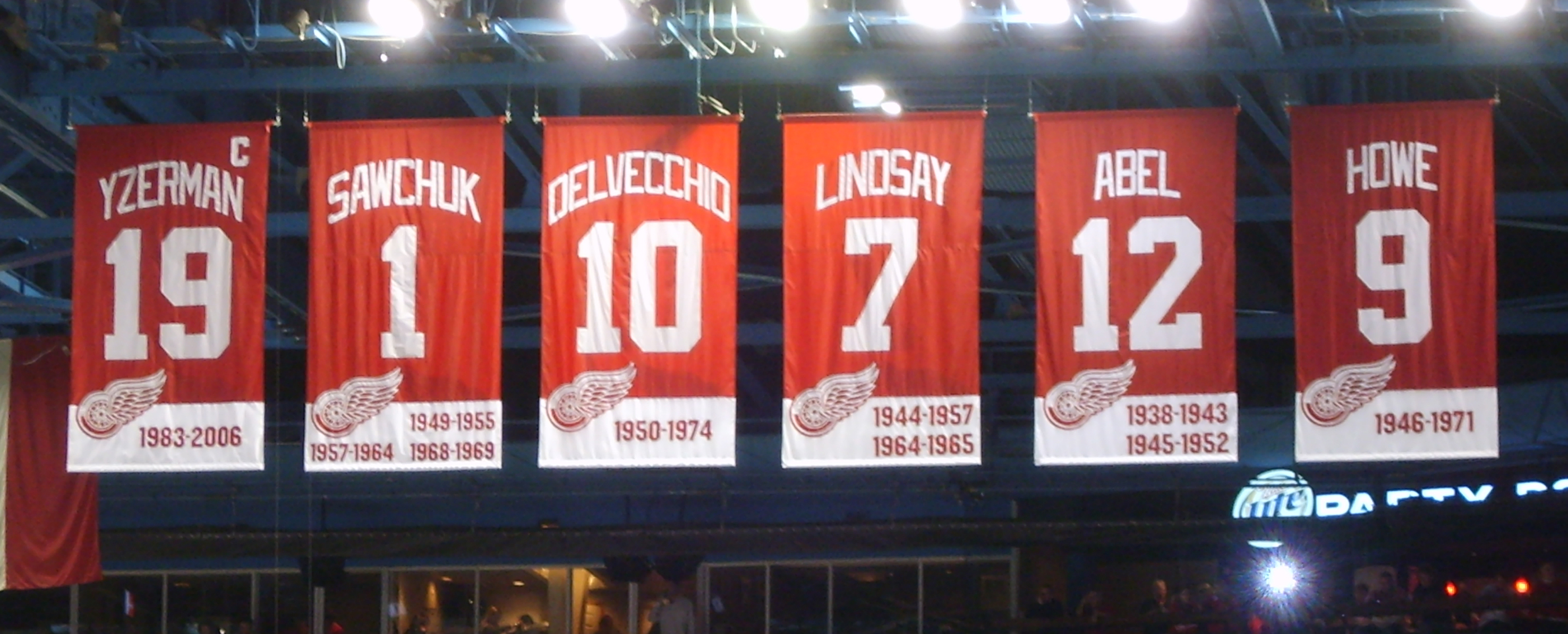
Zastrzeżony numer 19 Yzermana wśród innych w hali Joe Louis Arena

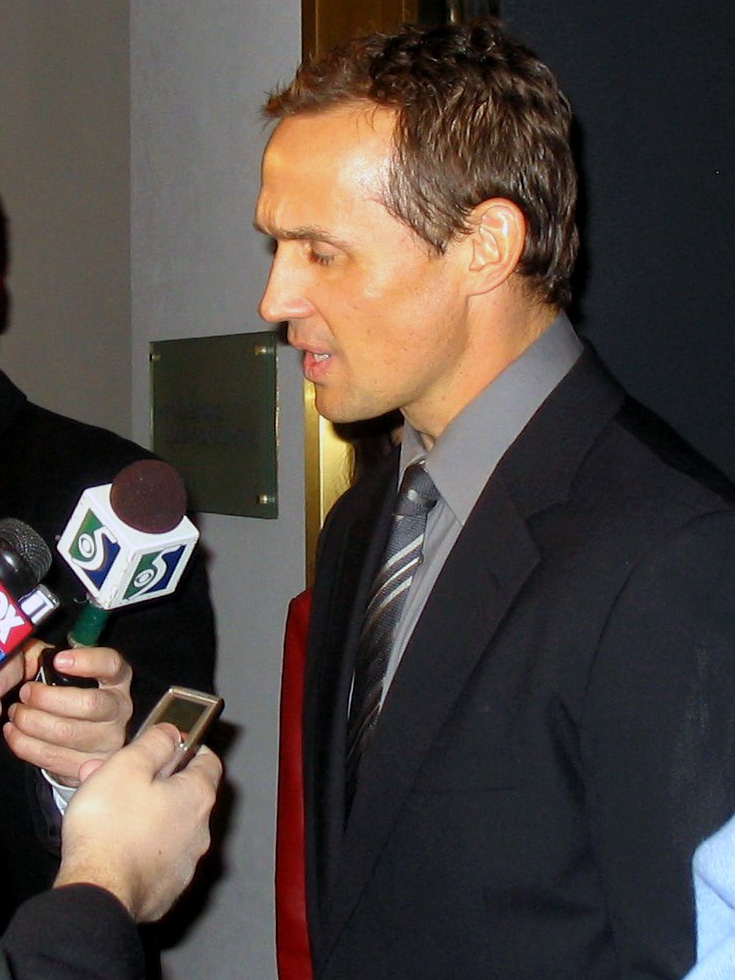
Steve Yzerman (2008)

### Zawodnicze
Detroit Red Wings
- Puchar Stanleya: 1997, 1998, 2002
- Presidents’ Trophy: 1995, 1996, 2002, 2004, 2006
- Clarence S. Campbell Bowl: 1995, 1997, 1998, 2002

Reprezentacyjne
- Brązowy medal mistrzostw świata U-20: 1983
- Canada Cup: 1984
- Wicemistrzostwo świata: 1985, 1989
- Mistrzostwo olimpijskie: 2002

### Indywidualne
- Lester B. Pearson Award: 1989
- Conn Smythe Trophy: 1997
- Frank J. Selke Trophy: 2000
- Bill Masterton Memorial Trophy: 2003
- Lester Patrick Trophy: 2006
- Najlepszy punktujący w fazie play-off NHL: 1997 (24 punkty)
- Pierwsza drużyna gwiazd NHL: 2000
- Mecz Gwiazd NHL: 1984, 1988, 1989, 1990, 1991, 1992, 1993, 1997, 1999, 2000
- Drużyna debiutantów NHL: 1984
- Drużyna debiutantów CJHL: 1981
- Drużyna gwiazd mistrzostw świata: 1989, 1990
- Najlepszy napastnik mistrzostw świata: 1990
- Najlepszy punktujący mistrzostw świata: 1990 (19 punktów)
- Członek Canadian Sports Hall of Fame: 2008 (4 listopada 2008)
- Członek Hockey Hall of Fame: 2009
- Członek Galerii Sław IIHF: 2014[6]

### Odznaczenia
- Order of Hockey in Canada: 2014

### Liczby
- 1755 punktów zdobytych w karierze (6. miejsce na liście wszech czasów ligi NHL, najwięcej w historii Detroit Red Wings).
- 692 goli w sezonie zasadniczym ligi NHL (8. miejsce na liście wszech czasów ligi NHL, najwięcej w tylko jednym klubie).
- 20 sezonów jako kapitan Detroit Red Wings (najdłuższy staż kapitański w historii ligi NHL).
- 185 punktów zdobytych w fazie play-off (rekord Detroit Red Wings).
- 10 nominacji do gry w Meczu Gwiazd NHL.
- 1063 asyst w sezonie zasadniczym ligi NHL (7. miejsce na liście wszech czasów ligi NHL).
- 388 strzałów oddanych na bramki przeciwników w sezonie 1988/1989 (najwięcej w jednym sezonie przez zawodnika Detroit Red Wings).
- 1514 rozegranych meczów (7. miejsce na liście wszech czasów Detroit Red Wings, 10. miejsce na liście wszech czasów ligi NHL).
- 28 meczów z rzędu ze zdobytym jednym punktem (01.10.1988 – 04.01.1989 – rekord wśród zawodników Detroit Red Wings. Z serią 22 spotkań Yzerman jest również na 2. miejscu tej listy).
- 330 goli zdobytych na Joe Louis Arena (rekord Detroit Red Wings).
- 18 hat tricków (rekord Detroit Red Wings ex aequo z Gordiem Howe’em).
- 39 goli (w 52 meczach) przeciwko Edmonton Oilers. Tej drużynie Yzerman strzelił najwięcej goli.
- 16 goli w Maple Leaf Gardens w Toronto. W tej hali, oprócz Joe Louis Arena, Yzerman zdobył najwięcej goli.
- 3 zdobyte Puchary Stanleya.
- 1 Lester B. Pearson Award, Conn Smythe Trophy, Frank J. Selke Trophy, Bill Masterton Memorial Trophy, Lester Patrick Trophy.

## Pozostała działalność
Steve Yzerman 25 października 2006 roku został wiceprezesem klubu Detroit Red Wings, którym był do 2010 roku. Od 2010 jest wiceprezesem ds. operacji hokejowych w Tampa Bay Lightning, a także menedżerem generalnym.
Ponadto sprawował funkcję menedżera generalnego reprezentacji Kanady na mistrzostwach świata 2007, 2008 i 2013 oraz na zimowych igrzyskach olimpijskich 2010 i 2014.

## Upamiętnienie
- W 2003 roku na jego cześć na Detroit Cadillac Tower w Detroit powstało wielkie graffiti z jego podobizną (zamalowane w kwietniu 2005 roku), a gubernator stanu Michigan, Jennifer Granholm, ustanowiła 13 stycznia roku Dniem Steve'a Yzermana w stanie Michigan.
- Krótko po ogłoszeniu przez Yzermana zakończenia kariery czasopismo Sports Illustrated wydał specjalne wydanie swojego magazynu, zatytułowane „Yzerman – A Salute to Stevie Y” („Yzerman – Ukłon dla Steviego Y”). W tym wydaniu Yzerman po raz pierwszy pojawił się na okładce tego magazynu.
- 2 stycznia 2007 roku Detroit Red Wings zastrzegł numer 19, z którym Yzerman grał przez całą swoją karierę w klubie, podczas ceremonii w Joe Louis Arena przed meczem z Anaheim Ducks. Ceremonia była prowadzona przez przyjaciela bohatera, byłego bramkarza i eksperta stacji ESPN, Darrena Panga. Na tej uroczystości pojawili się tacy zawodnicy klubu, jak m.in.: Scotty Bowman, Alex Delvecchio, Gordie Howe i Ted Lindsay. Ówcześni zawodnicy klubu na tę uroczystość założyli specjalne koszulki, które miały na sobie elementy Czerwonych Skrzydeł, reprezentacji Kanady, Drużyny Gwiazd Campbell Conference i Peterborough Petes.
- Nepean Sportsplex nazwał jedno ze swoich lodowisk Steve Yzerman Arena. Gra tam klub ligi CJHL, Nepean Raiders, w którym grał Yzerman. Liga ta zmieniła też nazwy swoich dywizji na Robinson Division i Yzerman Division na cześć największych zawodników, którzy zaczynali swoje kariery w tej lidze.

## Życie prywatne
Steve Yzerman ma żonę Lisę z domu Brennan (ur. 17.06.1965), z którą wziął ślub w Kościele pw. św. Patryka w Ottawie. Potem udali się w dwutygodniową podróż poślubną do Włoch. Mają trzy córki: Isabellę Katherine (ur. 23.02.1994), Marię Charlotte (ur. 21.04.1998) i Sophię Rose (ur. 14.05.1999).